# Britta Bergström
Britta Bergström (* 4. September 1919; † 25. Mai 2017, verheiratete Britta Cronborn) war eine schwedische Badmintonspielerin. 

## Karriere
Die für Försäkringsmännen startende Britta Bergström gewann in ihrer Karriere drei nationale Meistertitel in Schweden. 1940 und 1941 siegte sie dabei im Mixed mit dem Brandkårener Spieler Sture Ericsson und 1940 zusätzlich im Damendoppel mit Teamkollegin Thyra Hedvall.

## Sportliche Erfolge
| Saison    | Veranstaltung                 | Disziplin   | Platz | Name                                                               |
| --------- | ----------------------------- | ----------- | ----- | ------------------------------------------------------------------ |
| 1939/1940 | Schweden: Einzelmeisterschaft | Mixed       | 1     | Sture Ericsson / Britta Bergström (Brandkåren / Försäkringsmännen) |
| 1939/1940 | Schweden: Einzelmeisterschaft | Damendoppel | 1     | Brita Bergström / Thyra Hedvall (Försäkringsmännen)                |
| 1940/1941 | Schweden: Einzelmeisterschaft | Mixed       | 1     | Sture Ericsson / Britta Bergström (Brandkåren / Försäkringsmännen) |